# Urophora hodgesi
Urophora hodgesi
 es una especie de insecto del género Urophora de la familia Tephritidae del orden Diptera. 
Steyskal lo describió científicamente por primera vez en el año 1979.